# 7 Draconis
7 Draconis, som är stjärnans Flamsteed-beteckning, eller Tianyi, är en ensam stjärna i den mellersta delen av stjärnbilden Draken, Den har en genomsnittlig skenbar magnitud på ca 5,54 och är svagt synlig för blotta ögat där ljusföroreningar ej förekommer. Baserat på parallaxmätning inom Hipparcosuppdraget på ca 4,2 mas, beräknas den befinna sig på ett avstånd på ca 780 ljusår (ca 240 parsek) från solen. Den rör sig bort från solen med en heliocentrisk radialhastighet på ca 11 km/s.

## Egenskaper
7 Draconis är en orange till röd jättestjärna av spektralklass K5 III. Den har en radie, som baserat på uppmätt vinkeldiameter efter korrektion för randfördunkling på 2,61 ± 0,03 mas, är ca 67 gånger större än solens och utsänder ca 1 000 gånger mera energi än solen från dess fotosfär vid en effektiv temperatur på ca 3 950 K.
7 Draconis är en misstänkt variabel, som varierar mellan skenbar magnitud +5,53 och 5,56 med en genomsnittlig period av 0,070 dygn.